# Plutos lekkamrat
Plutos lekkamrat (engelska: Pluto's Playmate) är en amerikansk animerad kortfilm med Pluto från 1941.

## Handling
Pluto är på stranden och hamnar i en bråk med en sälunge, men när han attackeras av en bläckfisk behöver han hjälp av sälungen.

## Om filmen
Filmen hade svensk premiär den 8 december 1941 på Sture-Teatern i Stockholm och ingick i kortfilmsprogrammet Kalle Anka bjuder på fest, tillsammans med fem kortfilmer till; Kalle Anka på tivoli, Kalle Anka i hönshuset, Höjden av surfing (ej Disney), Jan Långben och trollkofferten och Kalle Anka som brandsoldat. Efteråt visades dessutom den svenska kortfilmen Tomten.
Filmen hade svensk nypremiär den 1 december 1956 på biografen Aveny i Göteborg, denna gång i ett annat kortfilmsprogram; Kalle Ankas snurriga gäng. Där ingick kortfilmerna Kalle Ankas kusin, Kalle Ankas bättre jag, Kalle Ankas aktersnurra, Figaro och Cleo och Piff och Puff och Kalle Anka. Stockholmspremiären av kortfilmsprogrammet ägde rum 3 december samma år på Sture-Teatern.

## Rollista
- Lee Millar – Pluto (ej dialog)
- Pinto Colvig – sälen (ej dialog)[9]